# 「GREAT CENTRAL」〜レジェンドユニフォームシリーズ2012〜
「GREAT CENTRAL」〜レジェンドユニフォームシリーズ2012〜とは、セントラル・リーグが2012年8月・9月に開催される公式戦において、「リーグ共通テーマ」のもとに、各球団が選んだ復刻デザインのユニフォームを着用して試合を行ったシリーズ。「GREAT CENTRAL」としては、2010年に開催された「GREAT CENTRAL」〜オールドユニホームシリーズ2010〜に続き2回目。
2012年のこのシリーズでは「リーグ共通テーマ」（リーグの統一感、歴史、伝統）を設定し、ユニフォームはいずれも優勝した年度に使われたものを再現したもので、プロ野球の意匠・ユニフォーム研究で知られるコラムニスト・スポーツライターの綱島理友が監修・プロデュースした。

## 2012年の対象試合
- 8月24日・8月25日・8月26日
  - 横浜DeNAベイスターズ対読売ジャイアンツ（横浜スタジアム）
  - 中日ドラゴンズ対東京ヤクルトスワローズ（ナゴヤドーム）
  - 広島東洋カープ対阪神タイガース（MAZDA Zoom-Zoom スタジアム広島）
- 8月31日・9月1日・9月2日
  - 読売ジャイアンツ対横浜DeNAベイスターズ（東京ドーム）
  - 東京ヤクルトスワローズ対中日ドラゴンズ（明治神宮野球場）
  - 阪神タイガース対広島東洋カープ（阪神甲子園球場）

## 着用の復刻ユニフォーム
- 巨人：1981年 監督の原辰徳がプロ入り、リーグ優勝・日本一のユニフォーム
- ヤクルト：1978年 球団創設29年目のリーグ優勝・日本一のユニフォーム
- DeNA：1998年 38年ぶりのリーグ優勝・日本一のビジターユニフォーム
- 中日：1974年 巨人10連覇の偉業を阻むリーグ優勝のユニフォーム
- 阪神：1937年秋 球団初優勝・大阪タイガースのユニフォーム（ホーム・ビジターでストッキング変更[1]）
- 広島：1975年 球団創設26年目のリーグ初優勝のビジターユニフォーム

グレートセントラル終了後に、6球団の主力選手・計30名（1球団＝5名）の使用ユニフォーム・チャリティーオークションを実施され、収益金は東日本大震災の関係に寄付された。
全球団がヘルメットにイベントロゴのステッカーを貼付。

## 試合前イベント「いま甦る! リーグ史を彩った、あの名勝負」 〜1打席真剣勝負・再現〜
| 日付    | 球場                           | ホームチーム           | ビジターチーム         | ホームOB | ビジターOB |
| ------- | ------------------------------ | ---------------------- | ---------------------- | -------- | ---------- |
| 8月24日 | 横浜スタジアム                 | 横浜DeNAベイスターズ   | 読売ジャイアンツ       | 野村弘樹 | 仁志敏久   |
| 8月25日 | ナゴヤドーム                   | 中日ドラゴンズ         | 東京ヤクルトスワローズ | 郭源治   | 角富士夫   |
| 8月26日 | MAZDA Zoom-Zoom スタジアム広島 | 広島東洋カープ         | 阪神タイガース         | 北別府学 | 掛布雅之   |
| 8月31日 | 東京ドーム                     | 読売ジャイアンツ       | 横浜DeNAベイスターズ   | 桑田真澄 | 駒田徳広   |
| 9月1日  | 阪神甲子園球場                 | 阪神タイガース         | 広島東洋カープ         | 上田二朗 | 山本浩二   |
| 9月2日  | 明治神宮野球場                 | 東京ヤクルトスワローズ | 中日ドラゴンズ         | 岡林洋一 | 宇野勝     |

## 巨人オールド応援歌の一覧
巨人の復刻応援は当時の一軍野手全選手に対しオールド応援歌が決められ演奏された（投手でオールド応援歌が使用されたのはデニス・ホールトンと宮國椋丞のみ）
- ジョン・ボウカー、エドガー・ゴンザレス→ウォーレン・クロマティ
- 坂本勇人→篠塚和典
- 長野久義→吉村禎章
- 谷佳知→簑田浩二
- 阿部慎之助→松井秀喜
- 村田修一→村田真一
- 鈴木尚広、藤村大介→緒方耕一
- 矢野謙次→井上真二
- 寺内崇幸→岡崎郁
- 高橋由伸→駒田徳広
- 松本哲也→松本匡史
- 實松一成、加藤健→山倉和博
- 古城茂幸→鴻野淳基
- 石井義人→石井雅博
- 宮國椋丞→宮本和知
- デニス・ホールトン→ビル・ガリクソン
- その他の選手（応援歌未定選手）→闘魂マーチ

## 「セ・リーグ30周年記念・審判員帽子（1980年使用）」の復刻
1980年にセ・リーグ審判部がシーズンを通して使用した「セ・リーグ30周年記念・審判員帽子」の復刻物を、期間中の全試合で審判員が着帽。審判員の着用物に関する復刻企画はこれが球界初であった。この帽子は同年のクライマックスシリーズでも着用された。

## 各球団の対応
- 巨人
  - 1991年まで使用されていたペットマーク「バットに乗った少年」を21年ぶりに復活。主催3試合限定で使用。